# Nordmole-Leuchtturm (Fremantle)
Der Nordmole-Leuchtturm (North Mole Lighthouse) ist ein Leuchtfeuer an westlichen Ende des Hafens von Fremantle in West-Australien. Er wird von der Fremantle Port Authority betrieben.
Der kleine Leuchtturm auf der seit den 1890er Jahren gebauten Nordmole ist seit dem Jahr 1906 in Betrieb. Das rote Lichtzeichen auf der Feuerhöhe von 15 Metern über dem Meeresspiegel zeigt die westliche Seite der Hafeneinfahrt an und ist bis auf eine Distanz von 11 Seemeilen sichtbar. Ein Leuchtturm gleicher Bauart mit grünem Licht steht auf der Südmole der Hafeneinfahrt. Die beiden Türme sind die letzten dieses Bautyps, die in Australien noch bestehen.
Die Konstruktion des 15 Meter hohen, rot-weiß bemalten Turms aus Gusseisen stammt von Charles O’Connor, einem beim Bau des Hafens von Fremantle tätigen Ingenieur. Die ursprüngliche Befeuerung des Leuchtturms erwies sich bald als zu schwach für diesen Standort und wurde nach Broome gebracht, um im Leuchtturm von Gantheaume Point im nördlichen Westaustralien wieder eingesetzt zu werden.
Der Leuchtturm auf der Nordmole besaß zuerst die grüne Farbe. Später erhielt er die rote Signalfarbe, als das anfänglich weiße Licht des Turms der Südmole durch Rot ersetzt wurde, um Verwechslungen mit dem Leuchtturm Woodman Light zu vermeiden.